# アンナ＝マリア・ミューラー
アンナ＝マリア・ミューラー(Anna-Maria Müller、1949年2月23日 - 2009年8月23日）は、東ドイツのテューリンゲン州フリードリヒローダ出身のリュージュ選手。1972年札幌オリンピックに東ドイツ代表として出場し女子一人乗りで金メダルを獲得した。
1966年のヨーロッパジュニアリュージュ選手権で銀メダルを獲得して頭角を現した。
18歳で出場した1968年グルノーブルオリンピックは本来4本滑るところ悪天候のため3本目までの合計タイムで勝負を決することとなった。彼女は同僚のw:en:Ortrun Enderleinに次いで2番目のタイムを記録したが、東ドイツチームの選手は橇のランナー（氷面に接する部分）を不正に温めて滑りを良くしていたことが発覚し、Enderlein、ミューラー、w:en:Angela Knösel（4番目のタイムを記録した）の3人は失格となった。
4年後、札幌オリンピックで優勝した際にはミューラーは「薬剤師として働いていることがよいバランスをもたらし、リュージュを楽しんでいる」と語った。
1969年のリュージュ世界選手権（西ドイツ、ケーニッヒスゼー(w:en:Schönau am Königsee)）で銀メダルを獲得、1970年のリュージュヨーロッパ選手権では金メダル、1972年リュージュヨーロッパ選手権では銅メダルを獲得した。
現役引退後もベルリンで薬剤師として働いていたが2009年60歳で亡くなった。